# 格奥尔格·格林
格奥尔格·格林（德語：Georg Gehring，1903年11月14日—1943年10月31日），德国男子摔跤运动员。他曾代表德国参加1928年、1932年和1936年夏季奥林匹克运动会摔跤比赛，其中1928年奥运会获得一枚铜牌。